# Lucien Frank

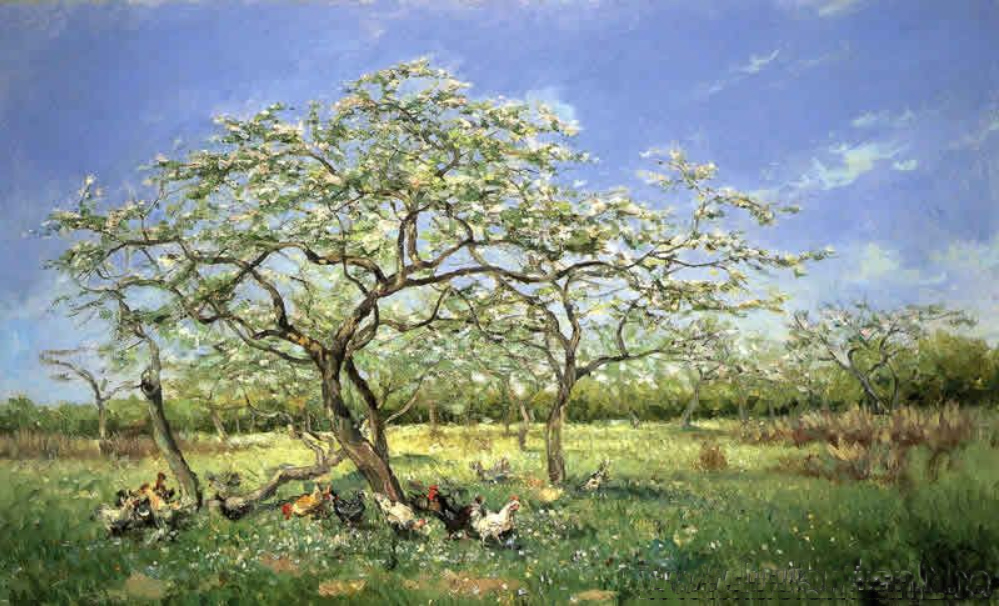
Blühender Obstgarten
in Groenendaal

Lucien Frank (* 10. November 1857 in Brüssel; † 20. Januar 1920 in Ohain in der Gemeinde Lasne) war ein belgischer Landschaftsmaler des Impressionismus.
Er war das dritte Kind des Niederländers Joseph Frank und der Französin Serette Levy.
Lucien Frank war in Paris Schüler von Charles-François Daubigny. Er traf auch Edouard Manet.
Frank stellte seine impressionistischen Werke, meist Landschaften, ab 1886 aus. 1887 ließ er sich in Ohain in der Provinz Wallonisch-Brabant nieder und heiratete die Malerin Sylvia Marie Vloeberghen. Ab 1890 arbeitete er in der Gegend von Tervuren, wo er sich für kurze Zeit ansiedelte.
Im Laufe der Zeit verlagerte sich sein Interesse auf die belebten Straßen und Märkte in den größeren Städten, die er in einem sehr persönlichen Stil wiedergab. In kurzen Zeitabständen reiste er ins Ausland.
Bei Ausbruch des Ersten Weltkrieges verließ er Belgien. Während dieses Exils, das ihn nach Frankreich und Spanien brachte, starb seine Frau. Zurück in Belgien fand er 1919 zusammen mit seinem Sohn Paul wieder ein neues Zuhause in Ohain. Nur wenige Monate nachdem er sich in seinem Haus niedergelassen hatte, starb er an einem Schlaganfall.